# Serranochromis thumbergi
Serranochromis thumbergi is een straalvinnige vissensoort uit de familie van de cichliden (Cichlidae). De wetenschappelijke naam van de soort is voor het eerst geldig gepubliceerd in 1861 door Castelnau.

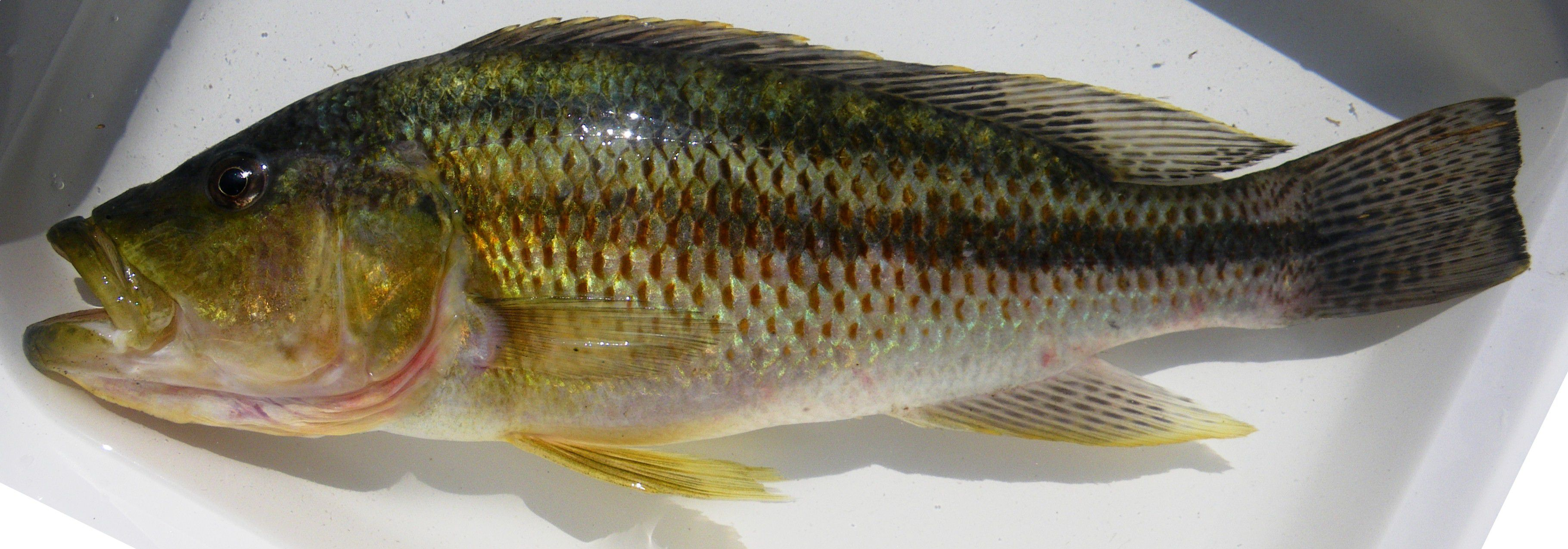
Specimen verzameld in Zambia